# SN 2006lg
SN 2006lg – supernowa typu II odkryta 25 października 2006 roku w galaktyce UGC 2243. W momencie odkrycia miała maksymalną jasność 18,80m.